# Brasilianische Kammratte
Die Brasilianische Kammratte (Ctenomys brasiliensis) ist eine Art der Kammratten. Die Art ist, anders als ihr Name suggeriert, nur aus dem Süden von Uruguay dokumentiert und auch nur von ihrem ursprünglichen Fundort bekannt. Angaben zu Merkmalen und zur Lebensweise fehlen weitgehend.

## Merkmale
Über die Brasilianische Kammratte sind kaum Angaben zu artspezifischen Merkmalen bekannt. Sie ist als große Art innerhalb der Kammratten beschrieben und von brauner Färbung.

## Verbreitung
Das Verbreitungsgebiet der Brasilianischen Kammratte ist auf den Süden von Uruguay beschränkt, wo die Art endemisch nur in der Region um Minas im Departamento Lavalleja nachgewiesen ist.

## Lebensweise
Über die Lebensweise der Art liegen keine Informationen vor.

## Systematik
Die Brasilianische Kammratte wird aktuell als eigenständige Art innerhalb der Gattung der Kammratten (Ctenomys) eingeordnet, die aus etwa 70 Arten besteht. Die wissenschaftliche Erstbeschreibung der Art stammt von dem Naturforscher Henri Marie Ducrotay de Blainville aus dem Jahr 1826, der sie anhand von Individuen aus des Region um Minas beschrieb. Er selbst bezeichnete den Fundort als „des parties intérieures du Brésil de la province de Las Minas“ und bezog sich damit auf den Bundesstaat Minas Gerais in Brasilien. Da die Region außerhalb des Verbreitungsgebietes aller bekannten Kammratten liegt und dort auch nie wieder Kammratten gefunden wurden, wurde als tatsächlicher Fundort die Region um Minas im Departamento Lavalleja rekonstruiert. In der Region sind allerdings nur Individuen der Pearson-Kammratte (Ctenomys pearsoni) nachgewiesen, sodass der tatsächliche Status dieser beiden Arten zueinander aktuell ungeklärt ist.
Innerhalb der Art werden neben der Nominatform keine Unterarten unterschieden.

## Status, Bedrohung und Schutz
Die Brasilianische Kammratte wird von der International Union for Conservation of Nature and Natural Resources (IUCN) aufgrund fehlender Daten in keine Gefährdungskategorie eingeordnet, sondern als „data deficient“ gelistet.

## Belege
1. 1 2 3 4 5 6 7  Brazilian Tuco-tuco. In: T.R.O. Freitas: Family Ctenomyidae In: Don E. Wilson, T.E. Lacher, Jr., Russell A. Mittermeier (Herausgeber): Handbook of the Mammals of the World: Lagomorphs and Rodents 1. (HMW, Band 6) Lynx Edicions, Barcelona 2016, S. 517–518. ISBN 978-84-941892-3-4.
2. 1 2 3   Ctenomys brasiliensis. In: Don E. Wilson, DeeAnn M. Reeder (Hrsg.): Mammal Species of the World. A taxonomic and geographic Reference. 2 Bände. 3. Auflage. Johns Hopkins University Press, Baltimore MD 2005, ISBN 0-8018-8221-4.
3. ↑  Ctenomys brasiliensis in der Roten Liste gefährdeter Arten der IUCN 2019. Eingestellt von: R. Ojeda, 2016. Abgerufen am 18. April 2020.